# 申包胥
申 包胥（しん ほうしょ）は、春秋時代の楚の政治家・公族。姓は羋、氏は公孫、または封地名から申、諱は包胥、または勃蘇。公孫包胥とも通称される。平王、昭王、恵王の3代に仕え、呉の尖兵となったかつての僚友伍子胥に抗した。

## 生涯

### 友への諫言
伍子胥が楚にいた頃、友人として親しく交遊したが、平王7年（紀元前522年）、子胥の父兄が主君の平王により誅殺される事件が起きる。復讐をするために楚を出奔する際、楚を必ず転覆させると誓う子胥に対して、包胥は私は必ず存続させると言い袂を別った。
後に呉の将軍となった伍子胥は、昭王10年（紀元前506年）の柏挙の戦いにおいて楚を陥れ、すでに死去していた平王の墓を暴き、屍を三百回鞭打った。
この苛烈な所業に対して、山中に逃れていた包胥は人を遣わし問いただした。
君の復讐はなんと酷い事か。私は聞いた事がある、一時の凶暴が天に勝とうとも、天が定まればいずれ破られると。君はかつては北面し、平王に仕えた身だ。その屍を辱めるとは、いずれ天が定まれば、人の凶暴など長くはないのではないか?
この詰問に対して子胥は「日が暮れて道が遠い、故に倒行してこれを逆施するのみだ（私には時間がなく、道理に従って物事を進める事ができなかった）」と弁明した。

### 楚を救う
伍子胥の復讐は、平王の後を継いだ昭王にも向けられ、その行方を捜していた。その間に包胥は秦に援軍を頼むべく哀公の宮殿に奔った。
昭王の母伯嬴は哀公の娘という間柄にもかかわらず、哀公は援軍を断る。これに対し、包胥は大いに嘆き、七日七晩、何も食べず、飲まずに泣き続けた。
その様子に心を打たれた哀公は、「楚は無道だがこのような忠臣がいるのであれば滅ぼすべきでない」として、戦車五百を投入した。翌昭王11年（紀元前505年）、秦の援軍は呉を破り、呉の内紛もあって、ついに楚は呉を退ける事に成功した。
楚を守った包胥の功績に対して、昭王は封邑五千戸の大封を与えようとしたが、包胥は楚に先祖の墳墓があったので、それを守ったにすぎないとして辞退した。

### 越王への進言
時は下って恵王13年（紀元前476年）、申包胥は恵王の母の父に当たる越王勾践の元へ使者として来朝する。この時期は越が呉を滅ぼす最終段階に入っており、申包胥は勾践から呉を倒す為の諮問を受ける。いくつかの問答を交わした後、申包胥は「戦は知を第一とし、仁が第二、勇が第三です。」と勾践に進言する。これが決定打の一つとなり、勾践は呉を滅ぼすことに成功する。申包胥は祖国を蹂躙し、親友の伍子胥を用済みとして抹殺した仇敵の呉を滅ぼす一助を成したのである。